# Elisabeth Görgl
Elisabeth Görgl (Bruck an der Mur, 20 de febrero de 1981) es una deportista austríaca que compitió en esquí alpino; dos veces campeona mundial. Es hija de la esquiadora Traudl Hecher.
Participó en tres Juegos Olímpicos de Invierno, entre los años 2006 y 2014, obteniendo dos medallas de bronce en vancouver 2010, en las pruebas de descenso y eslalon gigante.
Ganó tres medallas en el Campeonato Mundial de Esquí Alpino, en los años 2009 y 2011. En la Copa del Mundo consiguió siete victorias y 42 podios en total.
En 2009 recibió la Condecoración Dorada al Mérito de la República de Austria. En 2011 fue nombrada «Deportista femenina del año» en su país.

## Palmarés internacional
| Juegos Olímpicos   | Juegos Olímpicos                  | Juegos Olímpicos  | Juegos Olímpicos |
| Año                | Lugar                             | Medalla           | Prueba           |
| ------------------ | --------------------------------- | ----------------- | ---------------- |
| 2010               | Vancouver (Canadá)                | Medalla de bronce | Descenso         |
| 2010               | Vancouver (Canadá)                | Medalla de bronce | Eslalon gigante  |
| Campeonato Mundial |                                   |                   |                  |
| Año                | Lugar                             | Medalla           | Prueba           |
| 2009               | Val d’Isère (Francia)             | Medalla de bronce | Supercombinada   |
| 2011               | Garmisch-Partenkirchen (Alemania) | Medalla de oro    | Descenso         |
| 2011               | Garmisch-Partenkirchen (Alemania) | Medalla de oro    | Supergigante     |